# Giacomasso
Giacomasso is een Italiaans historisch merk van motorfietsen.
De bedrijfsnaam was: Felice Giacomasso, Torino.
Toen Felice Giacomasso in 1926 begon met de productie van motorfietsen, beperkte hij zich tot één model met een 175cc-tweetaktmotor. Die motor werd al snel vervangen door een 174cc-Moser-kopklepmotor en later door een even grote kopklepper die Giacomasso zelf had ontwikkeld. Pas in 1933 kwamen er meer modellen: moderne paralleltwins van 500- en 600 cc, die het productiestadium echter niet bereikten. In 1935 werd de productie van Giacomasso-motorfietsen beëindigd.